# Cukrkandl
Cukrkandl je připravovaný rodinný a dramatický film režiséra a scenáristy Pavla Jandourka. Film se natáčel v Luhačovicích (jako hlavní lokace posloužila tamější vila Kancnýřka), Hodoníně, Úštěku, Zubrnicích a také na Slovensku.
V hlavních rolích filmu se objeví Tereza Ramba, Marek Adamczyk, Jiří Dvořák, Jaroslav Plesl, Pavel Zedníček, Vica Kerekes a Jiří Lábus.
Světová premiéra filmu proběhla 1. června 2025 na Zlínském filmovém festivalu. Premiéra v českých kinech je naplánována na 23. října 2025.

## O filmu
Film se odehrává za dob Rakouska-Uherska na přelomu 19. a 20. století a spojuje prvky pohádky a historického dramatu. Do městečka Medov přijíždí mladá lékařka Anička Jesenská (Tereza Ramba), kvůli domu se skleníkem a zubařskou ordinací, kterou zdědila po svém strýci. K rozhodnutí věnovat se zubní péči ji přivedla i osobní zkušenost z dětství, kdy její matka zemřela po neodborném zákroku vesnického kováře. Přestože chce Anička pomáhat především dětem, místní obyvatelé se jí zpočátku vyhýbají kvůli pověrám spojeným se starou vilou. Situace se změní ve chvíli, kdy objeví účinky exotické byliny, která umožňuje bezbolestné zákroky. Její úspěch však narazí na odpor zavedeného místního zubaře Drumla a rozpoutá se mezi nimi spor, do něhož se zapojí i parta dětí z okolí. 

## Obsazení
| Tereza Ramba   | Anička Jesenská    |
| Marek Adamczyk | Karel Rézl         |
| Marek Ťapák    | doktor Rézl        |
| Jiří Dvořák    | továrník Štorch    |
| Pavel Zedníček | starosta Kmoch     |
| Jaroslav Plesl | Lojza              |
| Vica Kerekes   | učitelka Pavlíková |
| Maroš Kramár   | zubař Druml        |
| Jiří Lábus     | děda Planta        |
| Miroslav Sojka | Albín              |
| Theo Schaefer  | Kuba               |
| Ondřej Süss    | Vašek              |
| Martin Myšička | Kolowrat           |